# Noël Delaquis
Noël Delaquis (ur. 25 grudnia 1934 w Notre-Dame-de-Lourdes) – kanadyjski duchowny rzymskokatolicki, w latach 1974-1975 biskup Gravelbourga. Obecnie pełni posługę kapłańską w zakonie trapistów.

## Życiorys
Święcenia kapłańskie przyjął 5 czerwca 1958. 3 grudnia 1973 został prekonizowany biskupem Gravelbourga. Sakrę biskupią otrzymał 19 lutego 1974, a ingres odbył się 5 marca. 10 kwietnia 1992 zrezygnował z urzędu. 14 listopada 1998, po zniesieniu diecezji Gravelbourg został mianowany jej biskupem tytularnym. W 2005 wstąpił do zakonu trapistów, a 29 czerwca 2008 złożył śluby zakonne, a w 2014 rozpoczął posługę duszpasterską w diecezji Saint-Boniface, ale już nie jako biskup, lecz prezbiter.